# Echinosepala
Echinosepala – rodzaj roślin z rodziny storczykowatych (Orchidaceae). Obejmuje 17 gatunków występujących w Ameryce Południowej i Środkowej w takich krajach jak: Belize, Boliwia, Brazylia, Kolumbia, Kostaryka, Ekwador, Gujana, Jamajka, Nikaragua, Panama, Peru, Surinam, Wenezuela.

## Systematyka
Rodzaj sklasyfikowany do podplemienia Pleurothallidinae w plemieniu Epidendreae, podrodzina epidendronowe (Epidendroideae), rodzina storczykowate (Orchidaceae), rząd szparagowce (Asparagales) w obrębie roślin jednoliściennych.
Wykaz gatunków
- Echinosepala alexandrae (Schltr.) Pupulin & Bogarín
- Echinosepala arenicola (Carnevali & I.Ramírez) Carnevali & G.A.Romero
- Echinosepala aspasicensis (Rchb.f.) Pridgeon & M.W.Chase
- Echinosepala balaeniceps (Luer & Dressler) Pridgeon & M.W.Chase
- Echinosepala biseta (Luer) Pupulin
- Echinosepala expolita Pupulin & Belfort
- Echinosepala glenioides Pupulin
- Echinosepala isthmica Pupulin
- Echinosepala lappiformis (A.H.Heller & L.O.Williams) Pridgeon & M.W.Chase
- Echinosepala longipedunculata Pupulin & Karremans
- Echinosepala pan (Luer) Pridgeon & M.W.Chase
- Echinosepala pastacensis (Luer) Pupulin
- Echinosepala sempergemmata (Luer) Pridgeon & M.W.Chase
- Echinosepala stonei (Luer) Pridgeon & M.W.Chase
- Echinosepala tomentosa (Luer) Pridgeon & M.W.Chase
- Echinosepala uncinata (Fawc.) Pridgeon & M.W.Chase
- Echinosepala vittata (Pupulin & M.A.Blanco) Luer